# Парламент Сент-Винсента и Гренадин
Палата собрания Сент-Винсента и Гренадин (англ. House of Assembly of Saint Vincent and the Grenadines) — законодательный орган Сент-Винсента и Гренадин.

## Состав
Парламент состоит из одной палаты и включает 22 депутата. 16 депутатов избираются в мажоритарных округах. 6 назначаются генерал-губернатором (4 представляют правительство, 2 — оппозицию).